# Meiwa
Meiwa (japanska: 明和?, meiwa), 2 juni 1764–16 november 1772, är en period i den japanska tideräkningen som inleds med att kejsarinnan Go-Sakuramachi bestiger tronen och avslutas efter att kejsare Go-Momozono tillträtt.
Namnet är hämtat från exakt samma citat ur det kinesiska verket Shujing som också lånat tecknen till shōwaperioden. 
År meiwa 9 (1772) blev känt som ett katastrofår. Eländet började strängt taget redan året innan med Den stora meiwa-tsunamin (japanska: 明和の大津波?, Meiwa-no-ōtsunami) i södra Japan. Sedan följde en av de största bränderna i Edos historia, känd som Den stora meiwabranden (japanska: 明和の大火?, Meiwa-no-taika) och en rad andra större bränder.